# Stemmaphora viola
Stemmaphora viola is een vlinder uit de familie uilen (Noctuidae). De wetenschappelijke naam is voor het eerst geldig gepubliceerd in 1888 door Staudinger.
De soort komt voor in Europa.